# Olkusz
Olkusz es una ciudad polaca situada en el voivodato de Pequeña Polonia. Tiene una población estimada, a mediados de 2024, de 32 048 habitantes.
Es la capital del distrito y el municipio homónimo.  

## Historia
Se dice que los fenicios podrían haber vagado hasta estos lugares alejados de su tierra natal en busca de tesoros, que resultaron ser depósitos de mineral de plomo que contenían mucha plata. Su explotación puede haber dado lugar a la historia de la minería y la metalurgia locales.
El intenso desarrollo de la ciudad, que se benefició de la explotación y el procesamiento del mineral de plomo pero también de su ubicación favorable para el desarrollo del comercio en la ruta que une Wrocław con Cracovia, permitió financiar inversiones como la ampliación de la iglesia dedicada a San Andrés Apóstol hasta su impresionante tamaño actual o la construcción del monasterio agustino (desgraciadamente ya desaparecido), junto al cual se construyó la Iglesia de la Santísima Virgen María.
En su apogeo, en Olkusz operaban 300 minas de mineral de plomo. A su alrededor se desarrollaron fundiciones que fundían plata a partir del mineral extraído.
La Segunda Guerra Mundial puso fin a la presencia centenaria de judíos en Olkusz. En junio y julio de 1942, casi todos ellos fueron transportados al campo de concentración de Auschwitz y asesinados.